# José Luis Posado
José Luis Posado Perez, (Zamora; 1954), es un Ultrafondista Español especialista en pruebas de Ultrafondo.

## Trayectoria
Actualmente, José Luis Posado Perez tiene un Record de España: El Record de España de los 6 días con una marca de 830 kilómetros y 644 metros en Antibes(Francia) durante los dias 3 al 9 de Junio del 2012.Tiene una mejor marca personal en 100 km de 7 h, 28 min y 41 s. Mejor Marca Mundial 2007 de 12 horas con una marca de 138 km 955 metros, plusmarquista Nacional M-50 de 50 km con una marca de 3h48´49¨, plusmarquista Nacional de 100 km M-50 con una marca de 7h 28´41¨, plusmarquista Nacional de 24 horas M-55 con una marca de 218 km 1m en Bergamo (Italia), plusmarquista Nacional en 6h en pista M-50 con una marca de 72 km 85 metros, Recorman Nacional Absoluto de 48 h en pista cubierta con una marca de 284 km 202 metros en Brno (CZE)y actual Plusmarquista Nacional de 100 kilómetros en M-50 de 7h 28 min 41 s, tercer clasificado en el Campeonato de Europa en Pista 2007 y séptimo en el Campeonato del Mundo 2007 en Ruta en Canadá. 4ª mejor marca Mundial en el año 2007 de 12 horas con una marca de 138,955 km y 11ª mejor marca mundial en el año 2007 de 24 horas con una marca de 247,937 km . Campeón de España en la categoría M-50 y medalla de oro en el Campeonato de España de 100 km, celebrado en Madrid el 15 de marzo de 2009 en Madrid con una marca de 9 h 33´. Campeón de España en la categoría M-55 y medalla de oro en el Campeonato de España de 100 km, celebrado en Santa Cruz de Bezana (Santander) en el año 2010, con una marca de 8h 57´Medalla de plata y subcampeón de España en la categoría M-55 en Santa Cruz de Bezana, en el año 2011.
Ha participado en dos ocasiones (2000 y 2001) en el Maratón des Sables (Desierto del Sahara). En la última de ellas, tras las seis etapas disputadas, con un total de 243 kilómetros, finalizó en el puesto 37 entre los 612 atletas participantes, con un tiempo total de 29 h 51 min 49 s 

Durante los días 14 y 15 de noviembre de 2009, recorrió los 256 km que distan de Zamora capital, hasta la cima de El Angliru situada en la localidad de Riosa (Asturias), en un tiempo de 35 h y 33 min. 

En 2011 se clasificó en tercer lugar en los 6 días de Antibes (Francia), disputados del 5 al 11 de junio, con una marca final de 767 km y 511 m, lo que suponía un nuevo récord de España de la prueba y la 7ª mejor marca mundial del 2011.
2º Clasificado en los 6 días de Antibes (Francia), 2012, disputados del 3 al 9 de junio, con una marca de 830 km y 644 metros, 3ª mejor marca mundial del 2012 Y batiendo el récord de España que el mismo poseía.
- Datos: Q5941607